# 喬氏莖角鮟鱇
喬氏莖角鮟鱇（学名：Caulophryne jordani），又稱喬氏長鰭鮟鱇，是輻鰭魚綱鮟鱇目棘茄魚亞目長鰭鮟鱇科的其中一種。分布於全球各大洋水深100 至 10000 公尺之深海處。其特徵為第二背鰭、臀鰭及尾鰭均呈極長之絲狀延長；體茶褐色；背鰭軟條 16 枚；臀鰭軟條 17 枚。體長可達 20 公分。雄魚極小，寄生在雌魚身上。無任何經濟利用價值。